# Mitrasacme bogoriensis
Mitrasacme bogoriensis är en tvåhjärtbladig växtart som beskrevs av Leenh.. Mitrasacme bogoriensis ingår i släktet Mitrasacme och familjen Loganiaceae. Inga underarter finns listade i Catalogue of Life.